# Albany (New York)
Albany è una città degli Stati Uniti d'America, capitale dello Stato di New York e capoluogo dell'omonima contea.

## Storia
Posta sulle rive del fiume Hudson, le sue origini risalgono al 1624, quando gli olandesi costruirono un primo avamposto militare nella zona, a seguito dell'esplorazione condotta da Henry Hudson (da cui prese nome l'omonimo fiume) per conto della Compagnia olandese delle Indie orientali, alla ricerca del famoso quanto introvabile passaggio a nord-ovest: il nome di questo avamposto era Fort Orange (in onore del principe d'Orange).
La funzione di questo avamposto nell'allora colonia olandese della Nuovi Paesi Bassi, era quella di proteggere la zona costiera dalle incursioni delle popolazioni pellirosse e al contempo di creare le condizioni per una iniziale penetrazione del territorio e il mantenimento delle linee di comunicazione con i territori a nord (nell'odierno Canada).
Sorgeva, in quella zona, anche un altro forte chiamato Fort Nassau.
Col passare degli anni, il Fort Orange iniziò a espandersi, incominciando a inglobare vari villaggi presenti nella zona. Nel 1664, Fort Orange venne occupato dagli inglesi, al termine della guerra anglo-olandese, e prese definitivamente il nome di Albany, in onore del Duca di York e Albany (da Alba, il nome celtico dell'odierna Scozia), futuro re Giacomo II.
La sua definitiva "investitura" ufficiale di città risale al 1686, concessa dal governatore Thomas Dongan.
Conosciuto un discreto sviluppo commerciale e culturale, Albany, nel corso del Settecento, divenne uno dei centri ove il malcontento dei coloni nei confronti della madre patria (l'Inghilterra), trovò facile presa e rapido sviluppo. Da ricordare è il Piano per l'Unione di Albany: il documento, presentato da Benjamin Franklin (uno dei futuri padri fondatori degli Stati Uniti d'America) al congresso di Albany, fu la prima proposta formale per l'unione politica di sette colonie inglesi del Nord America.
Successivamente, nel 1797, all'indomani della nascita degli Stati Uniti, divenne definitivamente la capitale dello Stato di New York, soppiantando, così, la vecchia capitale coloniale, Kingston.
Da allora seguì le sorti dello Stato di New York, mantenendo comunque le vesti di piccola città eminentemente amministrativa (dal censimento del 2000 risultano 95 658 abitanti). La sua posizione, comunque, si è dimostrata strategica per lo sviluppo delle comunicazioni, soprattutto fluviali. Per opera di Robert Fulton, nel 1807, risale il primo collegamento regolare con New York a mezzo di battelli a vapore. Al 1825 risale l'apertura del Canale Erie (la grande via d'acqua che collega New York con la regione dei Grandi Laghi), mentre al 1831 risale il primo collegamento ferroviario con New York.

## Dati geografici e demografici

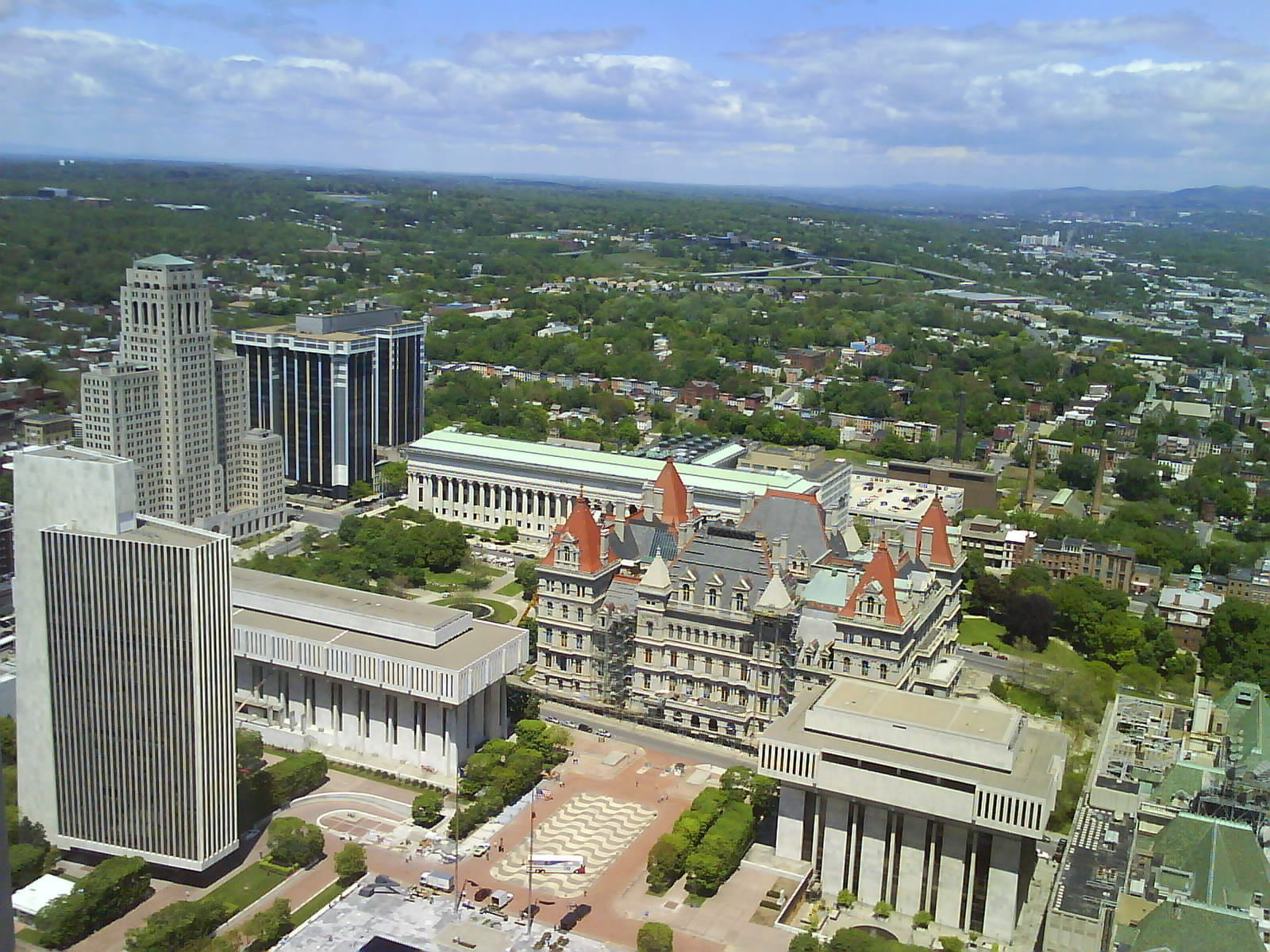
Vista dal 42º piano dell'Erastus Corning Tower

Situata nella zona orientale dello Stato di New York, nella valle dell'Hudson, lungo le rive dell'omonimo fiume, dista circa 230 km da New York, rispetto alla quale si trova leggermente a nord-ovest. La sua estensione è relativamente piccola e la sua popolazione, al censimento del 2016, è di 98 111 abitanti, con una densità di 1 767,8 abitanti per km².

## Monumenti e luoghi d'interesse
- Municipio di Albany

## Società

### Religione
La Conferenza generale di Albany, che ha avuto inizio nel 1845, è stata uno dei principali gruppi che hanno provocato la nascita della Chiesa cristiana avventista. Il 29 aprile del 1845 nella città di Albany si tenne uno dei più importanti meeting nella storia dell'Avventismo post-22 ottobre 1844, alla quale parteciparono praticamente tutti i principali leader del movimento: Himes, Elon Galusha, Josiah Litch e Sylvester Bliss, nonché lo stesso William Miller.

## Istruzione
Albany è sede di diversi college (medicina, giurisprudenza, farmacia), di un'università, di alcune accademie di discreta importanza e del Museo dello Stato di New York. Oltre alle vie d'acqua (che la collegano a New York tramite il fiume Hudson e al Canada tramite il canale Erie) e alla rete ferroviaria, Albany è dotata pure di un proprio aeroporto internazionale di discreta importanza.

## Siti turistici

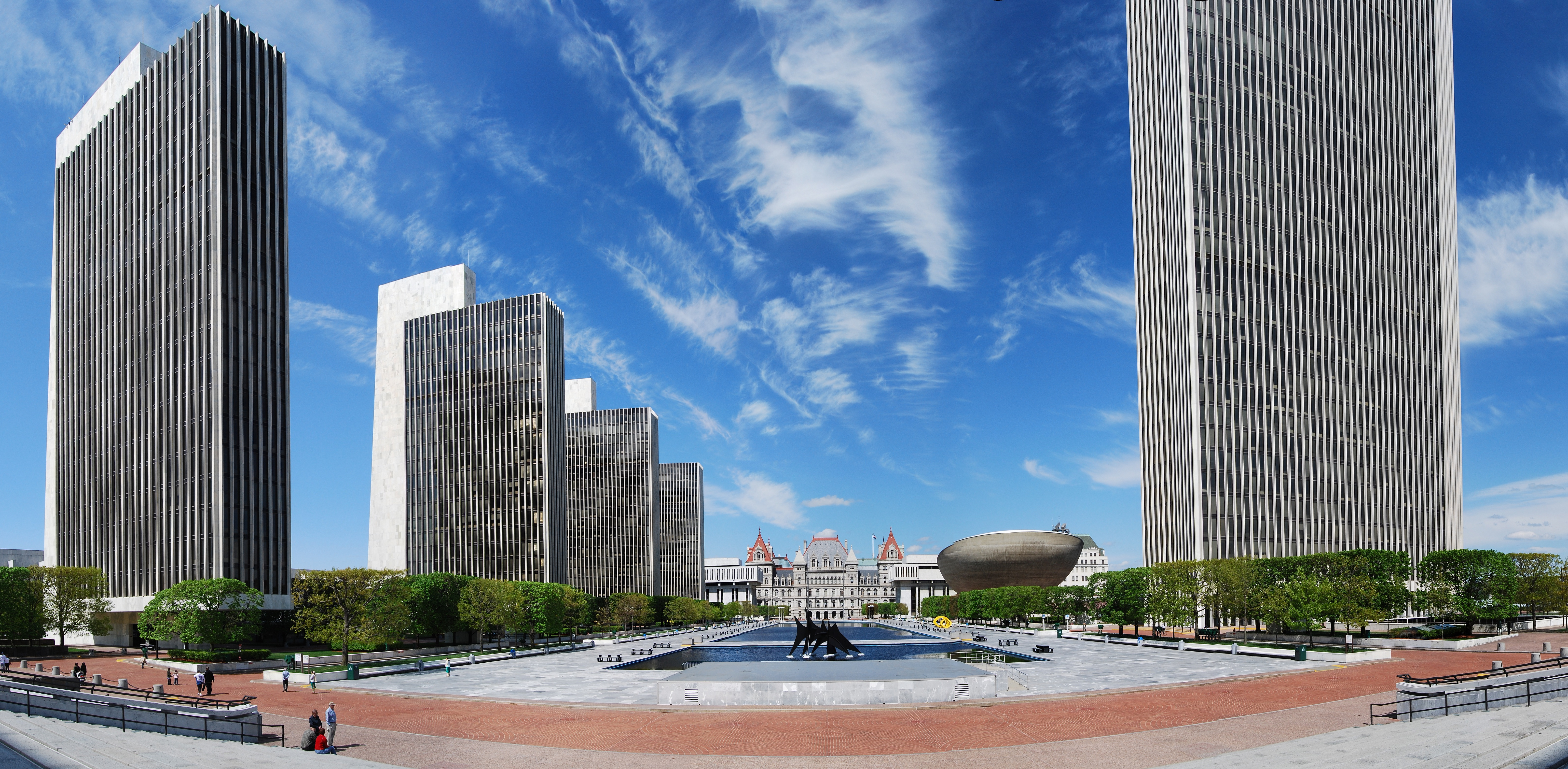
Vista dell'Empire State Plaza

Tra i siti interessanti da visitare nella città, da ricordare senz'altro è l'Empire State Plaza, situato nella zona a sud della città. È costituito da cinque torri, la più alta delle quali, la Erastus Corning Tower è l'edificio più alto dello Stato al di fuori di New York con i suoi 180 metri di altezza. Le altre quattro torri più basse sono gemelle e ospitano rispettivamente l'Ufficio Legale dello Stato, la Biblioteca e il Museo. Altro sito interessante è il New York State Capitol, sede del Governo dello Stato di New York, risalente al 1899: per l'epoca venne definito il più costoso edificio governativo mai costruito.
Per gli appassionati di natura, da non perdere è il Pine Bush (tra Albany e Schenectady a 25 km a nord ovest dalla capitale), una pineta cresciuta su terreno sabbioso marino, la cui importanza è strategica per la sopravvivenza di un notevole numero di specie animali e vegetali, alcune tipiche solo di questo ecosistema. Il Pine Bush è particolare anche perché è un'oasi naturale compresa in un'area metropolitana di una certa importanza quale quella tra Albany e Schenectady.

## Infrastrutture e trasporti
La città è servita dall'Aeroporto Internazionale di Albany situato a Colonie, a circa 10 km a nord di Albany.

## Amministrazione

### Gemellaggi
Albany è gemellata con le seguenti città:
- Viterbo
- Verona[3]
- Nassau
- Tula
- Québec
- Nimega